# Lešek Mazovský
Lešek Mazovský (1162? – 1186) byl mazovský kníže v letech 1173 až 1186. Byl jediným synem Boleslava Kadeřavého a Vjačeslavy Novgorodské.

## Život

### Mládí
Kdy se narodil Lešek, není známo. Historik Jan Długosz ve své kronice uvádí, že Lešek se narodil roku 1158. Historik Kazimierz Jasiński se domníval, že Lešek mohl mít v době smrti svého otce asi 10 let. Z toho se vyvozuje, že Lešek se narodil asi roku 1162.

### Knížetem mazovským
Když roku 1173 zemřel jeho otec Boleslav, byl Lešek jediným synem, tudíž dědicem knížectví. Jeho poručníkem se stal Leškův strýc, krakovský kníže Měšek Starý. V roce 1177 se však krakovským knížetem stal Kazimír II. Spravedlivý. Ten poručnictvím nad Leškem svěřil jakémusi Żyronovi. Před rokem 1186 změnil Lešek neočekávaně politiku. Spojil se s Měškem III., který dal Leškovi do péče svého syna Měška. Měšek se však brzy začal chovat jako kníže mazovský, takže se Lešek usmířil s Kazimírem a Měška Mladšího poslal zpět k otci. Lešek zemřel roku 1186, pravděpodobně z důvodu špatného zdraví.